# Muzeum Historii Ubioru w Poznaniu
Muzeum Historii Ubioru w Poznaniu – prywatne muzeum zlokalizowane w Poznaniu.

## Historia
Kolekcja ubiorów powstaje od 2004 roku z inicjatywy Anny Moryto. Stroje pochodzą głównie z licytacji z domów aukcyjnych zajmujących się handlem tekstyliami. Przez kilka lat muzeum działało jako objazdowa kolekcja. W grudniu 2018 r. została przeniesiona do XIX-wiecznej kamienicy przy ul. Kwiatowej 14 w Poznaniu. W stale rosnącej kolekcji, znajduje się ponad 80 zabytkowych eksponatów, w tym ponad 50 kompletnych strojów. Równolegle z muzeum działa pracownia rekonstrukcji dawnych ubiorów „Stroje z Pasją”, która prowadzi podstawową konserwację zabytkowej kolekcji, a także wykonuje rekonstrukcje strojów historycznych.
Muzeum jest wpisane do wykazu muzeów, prowadzonego przez ministra właściwego do spraw kultury i ochrony dziedzictwa narodowego, zgodnie z art. 5b ustawy z dnia 21 listopada 1996 r. o muzeach.

## Kolekcja
W kolekcji znajdują się zabytkowe ubiory i akcesoria modowe pochodzące głównie z okresu XIX wieku. Zawiera największy w Polsce prywatny zbiór XIX-wiecznych, kompletnych sukien, które są regularnie udostępniane publicznie. Zbiór ma na celu popularyzację wiedzy o historii mody XIX wieku i umożliwienie obejrzenia „na żywo” unikalnych eksponatów. Kolekcja jest również wsparciem i bazą praktycznej wiedzy odtwórcy strojów historycznych.
Najciekawsze eksponaty to:
- suknia letnia z lat 40. XIX wieku,
- suknia z 1840 roku z dekoracją wykonaną z fałszywych guzików,
- suknia wieczorowa z około 1880 roku z domu handlowego B. Altman.

## Wystawy objazdowe
- 16 kwietnia – 30 września 2021 – Muzeum Pomorza Środkowego w Słupsku[4]
- 27 września – 9 grudnia 2018 – Muzeum Okręgowe w Pile[5]
- 12 września 2018 – 14 grudnia 2018 – Muzeum Fortyfikacji i Broni „Arsenał” w Zamościu[6]
- 17 grudnia 2017 – 15 stycznia 2018 – Muzeum Miejskie w Nowej Soli[7]
- 6 lipca – 8 września 2017 – Muzeum Regionalne w Człuchowie[8]
- 8 marca – 14 maja 2017 – Muzeum Zamek Górków w Szamotułach[9]
- 5 marca – 4 maja 2016 – Muzeum Piastów Śląskich w Brzegu[10]
- 2 lipca – 6 września 2015 – Muzeum Regionalne w Szczecinku[11]
- 8 marca – 27 maja 2014 – Muzeum Śląska Opolskiego w Opolu[12]
- maj – 3 czerwca 2012 – Muzeum Henryka Sienkiewicza w Oblęgorku[13]

## Udostępnianie
Jest otwarte przez cały rok od wtorku do soboty. Wstęp jest płatny.

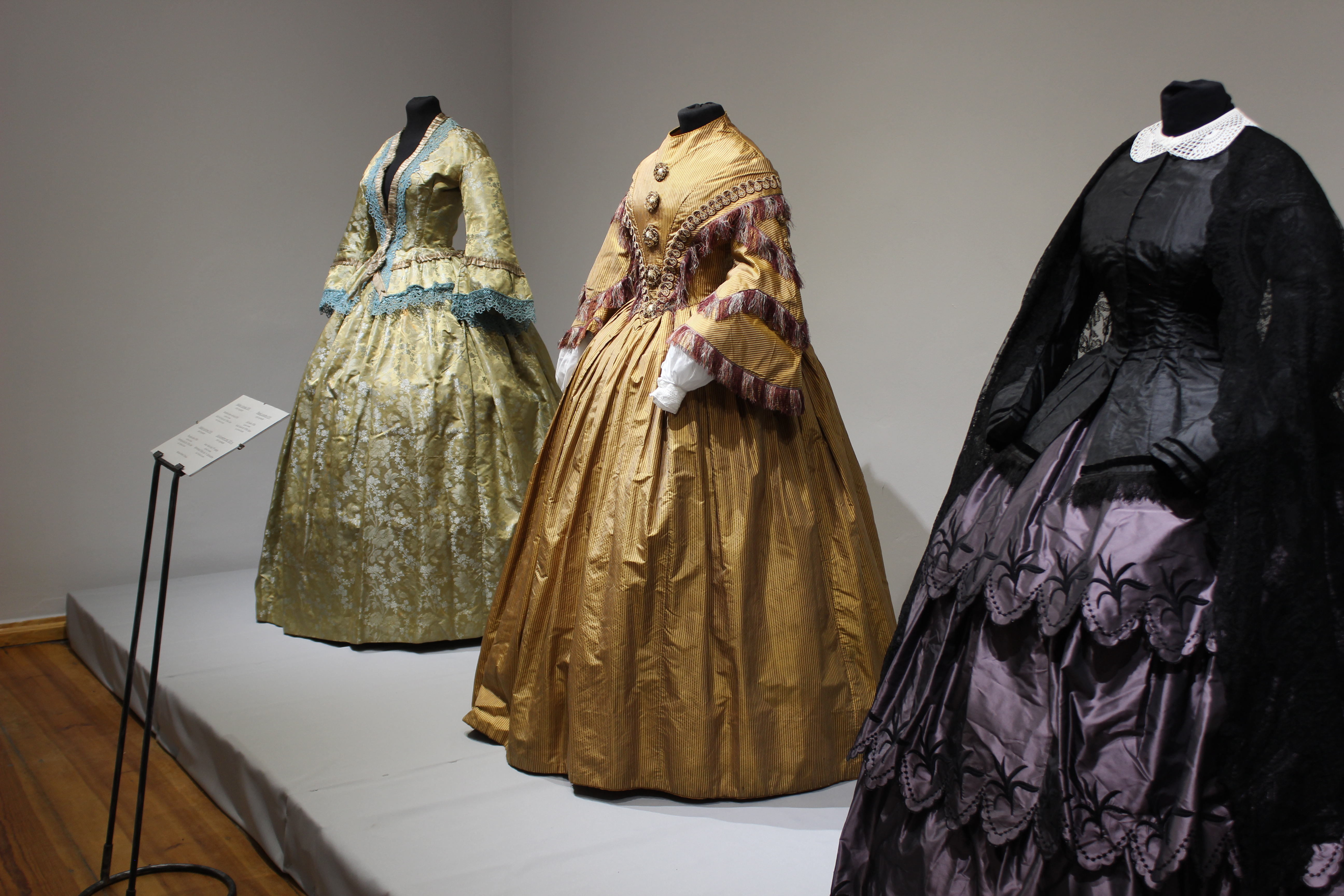
Eksponaty z wystawy „Moda lubi się powtarzać”
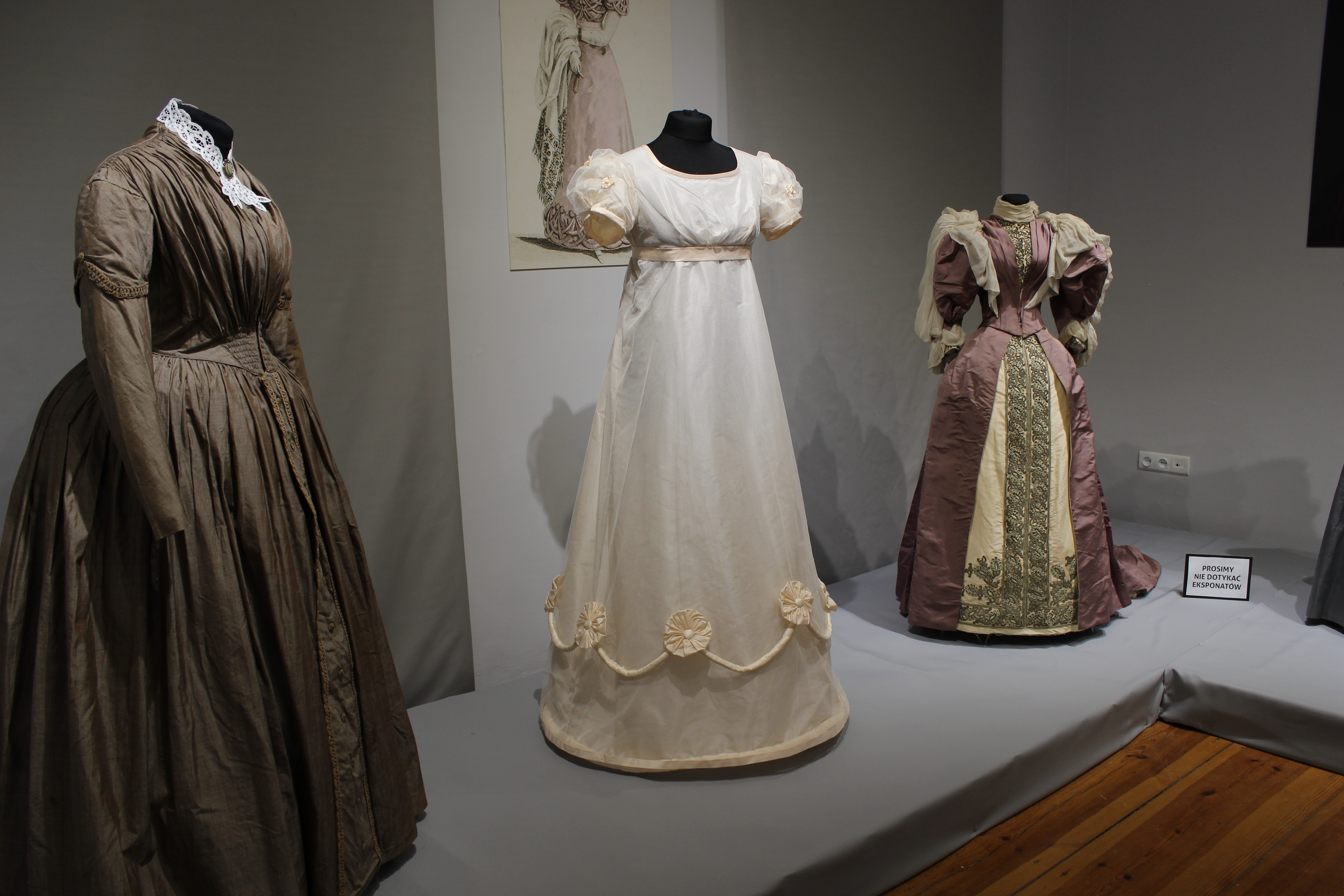
Eksponaty z wystawy „Moda lubi się powtarzać”
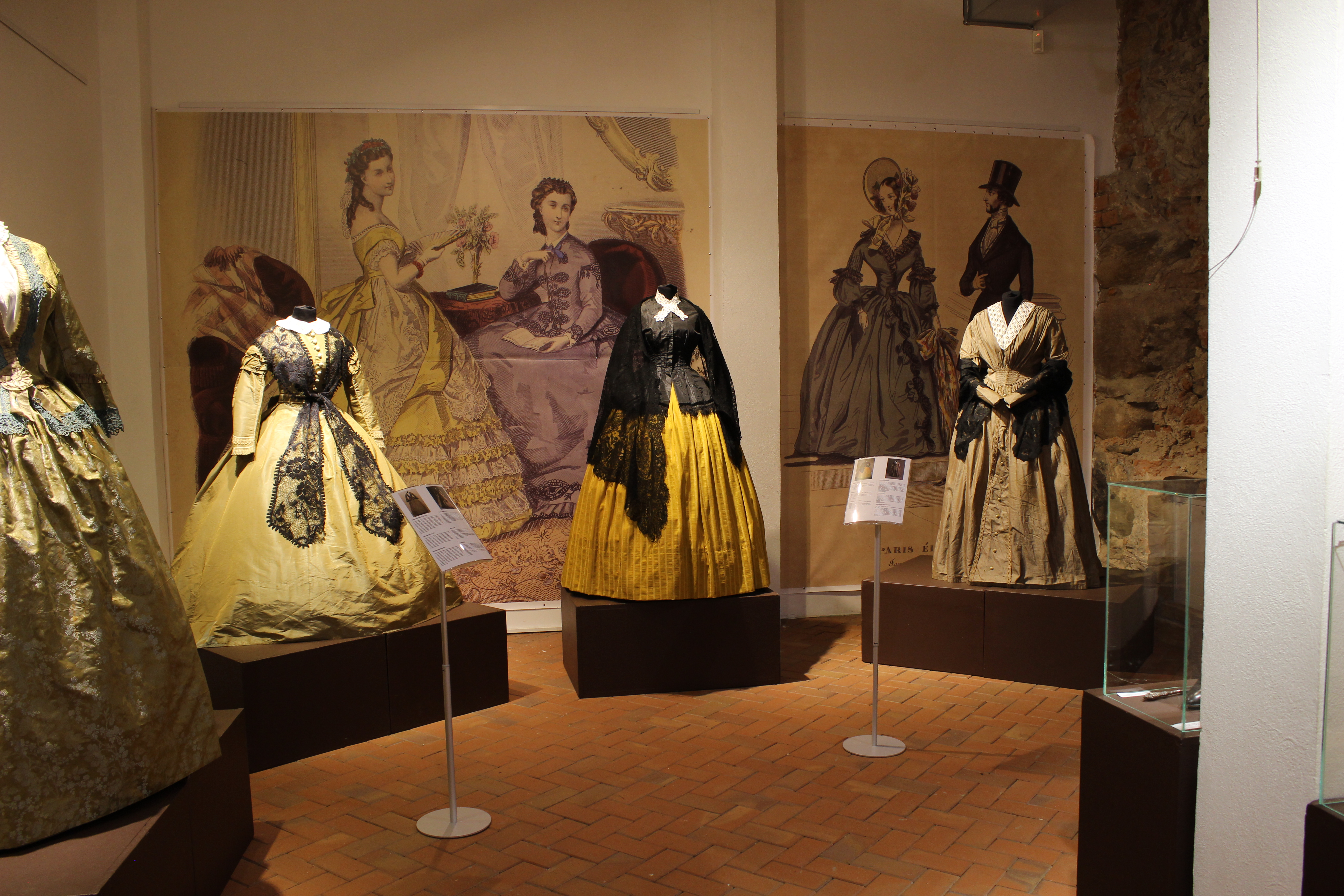
Wystawa w Muzeum Regionalnym Człuchowie
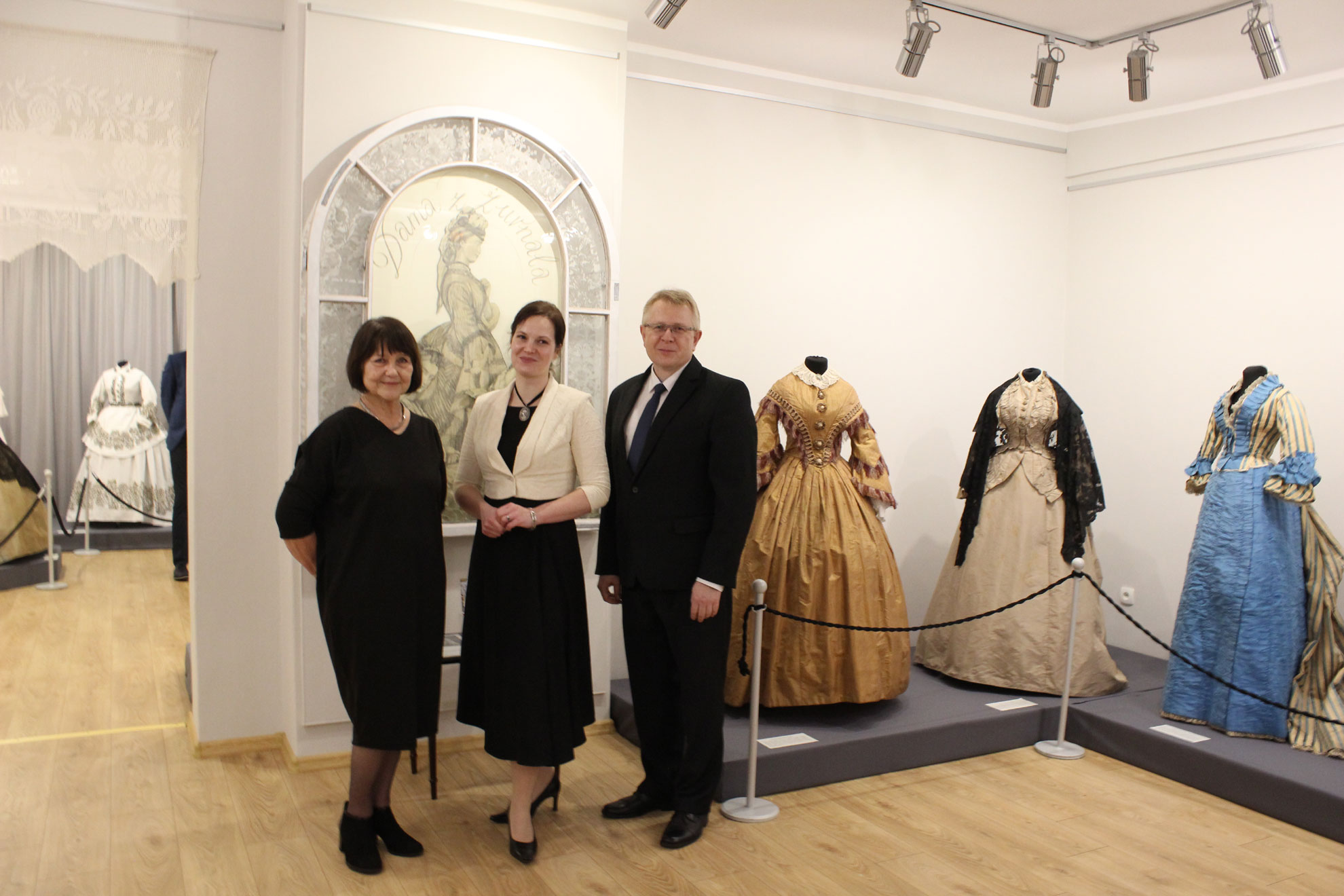
Wystawa w Muzeum Miejskim w Nowej Soli